# Homalothecium sericeum
Homalothécie soyeuse
Espèce
L'Homalothécie soyeuse (Homalothecium sericeum) est une mousse de la famille des Brachytheciaceae. 
Elle tapisse les murets ou roches calcaires, parfois des arbres.
Sa distribution est presque cosmopolite.